# Cylindropuntia imbricata
Cylindropuntia imbricata, conocida comúnmente como cardenche, entraña o cardón (entre otros), es una especie de planta suculenta perteneciente al género Cylindropuntia, dentro de la familia Cactaceae. Se distribuye desde el sureste de Arizona hasta el suroeste de Kansas y México. Además ha sido introducida en multitud de regiones del mundo, como por ejemplo Sudamérica, norte y sur de África, Australia o España, donde se considera una especie invasora. 

## Descripción

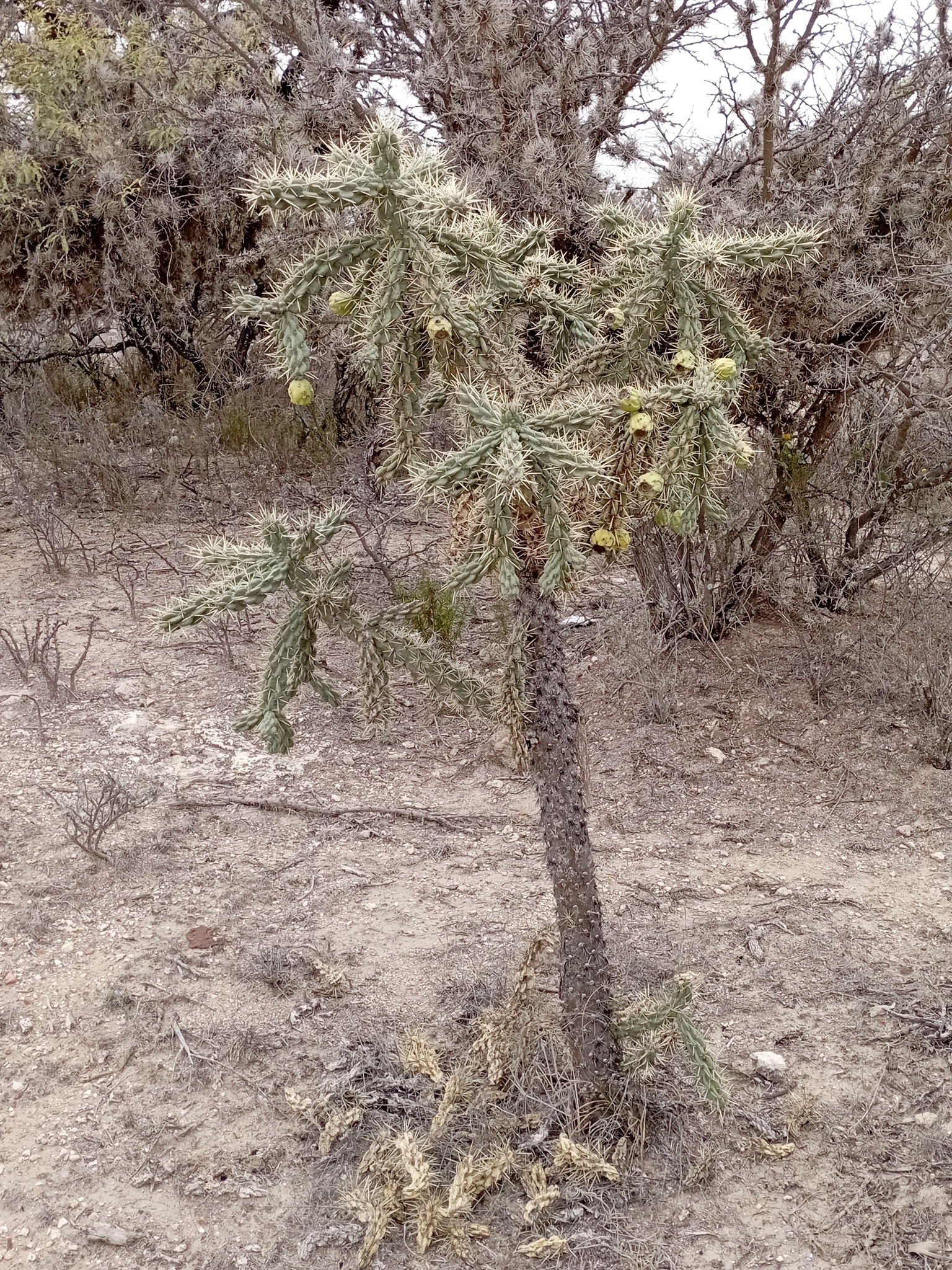
Porte arbóreo

Cylindropuntia imbricata es una especie de cactus que crece como un arbusto o pequeño árbol muy ramificado. Su altura típica es de alrededor de 1 m, aunque excepcionalmente puede alcanzar los 4,6 m. Tienen un tronco leñoso cilíndrico más o menos definido de hasta 25 cm de diámetro.
Los tallos son erectos, articulados y están formados por segmentos que a diferencia de otras chollas no se desprenden con facilidad. Cada uno de ellos mide de 8 a 40 cm de largo y de 2 a 5 cm de diámetro. Son cilíndricos, similares a cuerdas o con forma de maza y tienen la epidermis de color verde oscuro a grisáceo. Presentan tubérculos aplanados lateralmente, son ovalados largos y llegan a medir de 2 a 2,5 cm de longitud.
Existen dos tipos de tallos: los tallos plagiotrópicos largos (que presentan flores en los extremos y se caen al cabo de unos años), y los tallos ortótropos largos (que sirven principalmente de soporte y permanencia en la planta). Los tallos plagiotrópicos crecen en forma de estrella o corona alrededor de un tallo ortótropo central. Normalmente se inclinan en invierno, pero recuperan rápidamente su forma erguida en primavera.
Sobre los tallos se asientan areolas elípticas lanudas que aunque inicialmente son de color amarillo a canela, con el tiempo se tornan grises. Poseen gloquidios de alrededor de 1 mm de largo, los cuales pueden desprenderse y adherirse a la piel cuando manipulamos la planta. También tienen de 8 a 30 espinas muy afiladas presentes en la mayoría de las areolas y no ocultan los tallos. Están cubiertas por una vaina epidérmica de color canela que parece de papel durante el primer año de desarrollo. Son aciculares, algunas casi pilosas y de color plateado a amarillo, marrón o rosa. Miden de 2 a 3 cm de largo, son redondeadas o a veces aplanadas en la base y tienen forma recta o curvada.
También presentan pequeñas hojas suculentas cilíndricas en la base de las areolas. Miden de 0,8 a 2,4 cm de largo y se caen prematuramente, por lo que no suelen verse en los segmentos maduros.

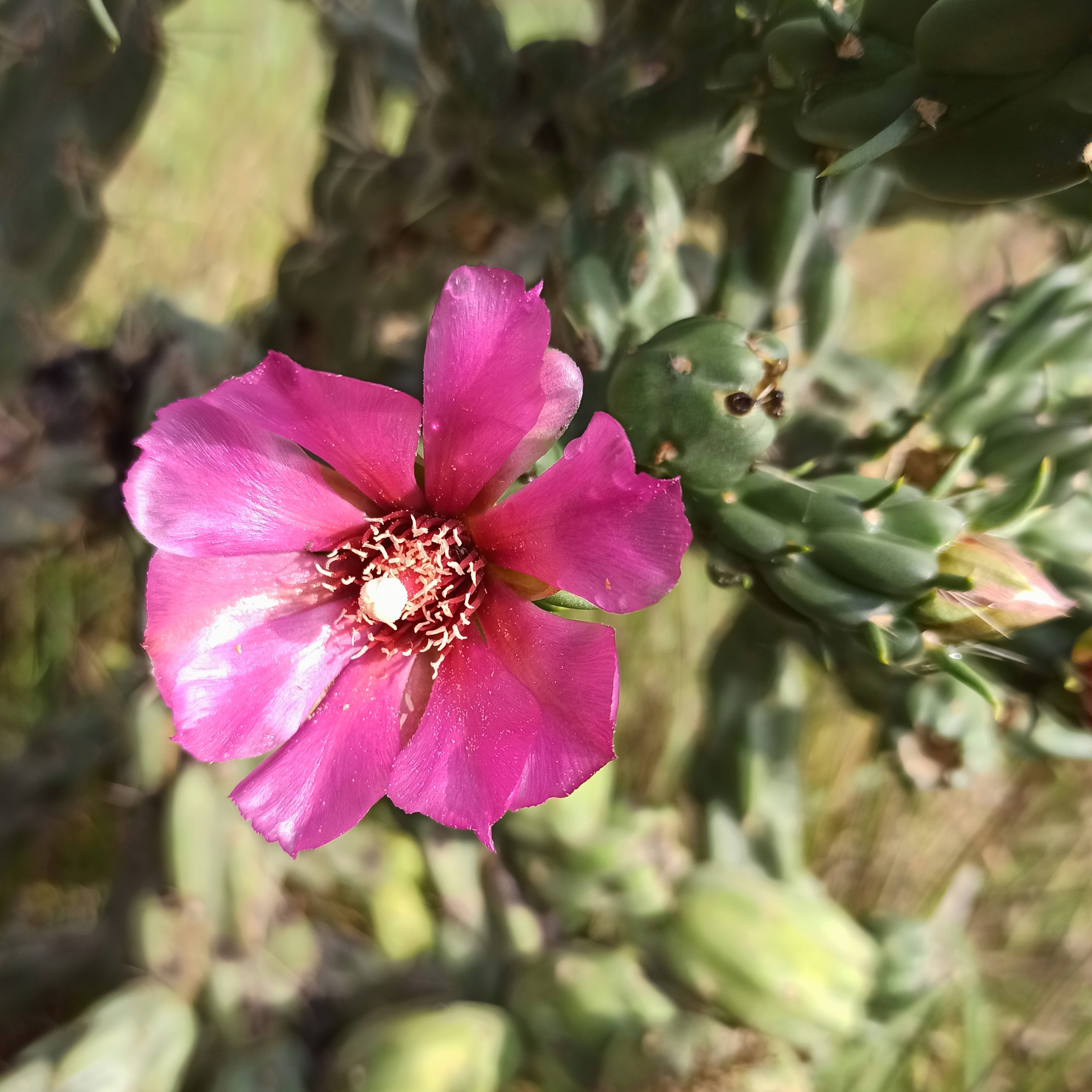
Detalle de la flor

Las flores son de color púrpura o magenta (rara vez rosadas), se abren durante el día (diurnas) y son polinizadas por abejas. Tienen forma de cuerno, nacen en los extremos de las ramas y aparecen a finales de la primavera o principios del verano. Miden de 4 a 6 cm de largo y de unos 5 cm de ancho. Tienen el ovario tuberculado y sin espinas. Los estambres son de color amarillo y los estigmas blancos brillantes.
Los frutos son tuberculados, miden de 2 a 4,5 cm de largo y tienen forma obovada. Son espinosos, de color amarillo y alcanzan diámetros de 2 a 4 cm. Tienen el ápice hundido y la planta los conserva durante todo el invierno. Son secos y de sabor insípido.

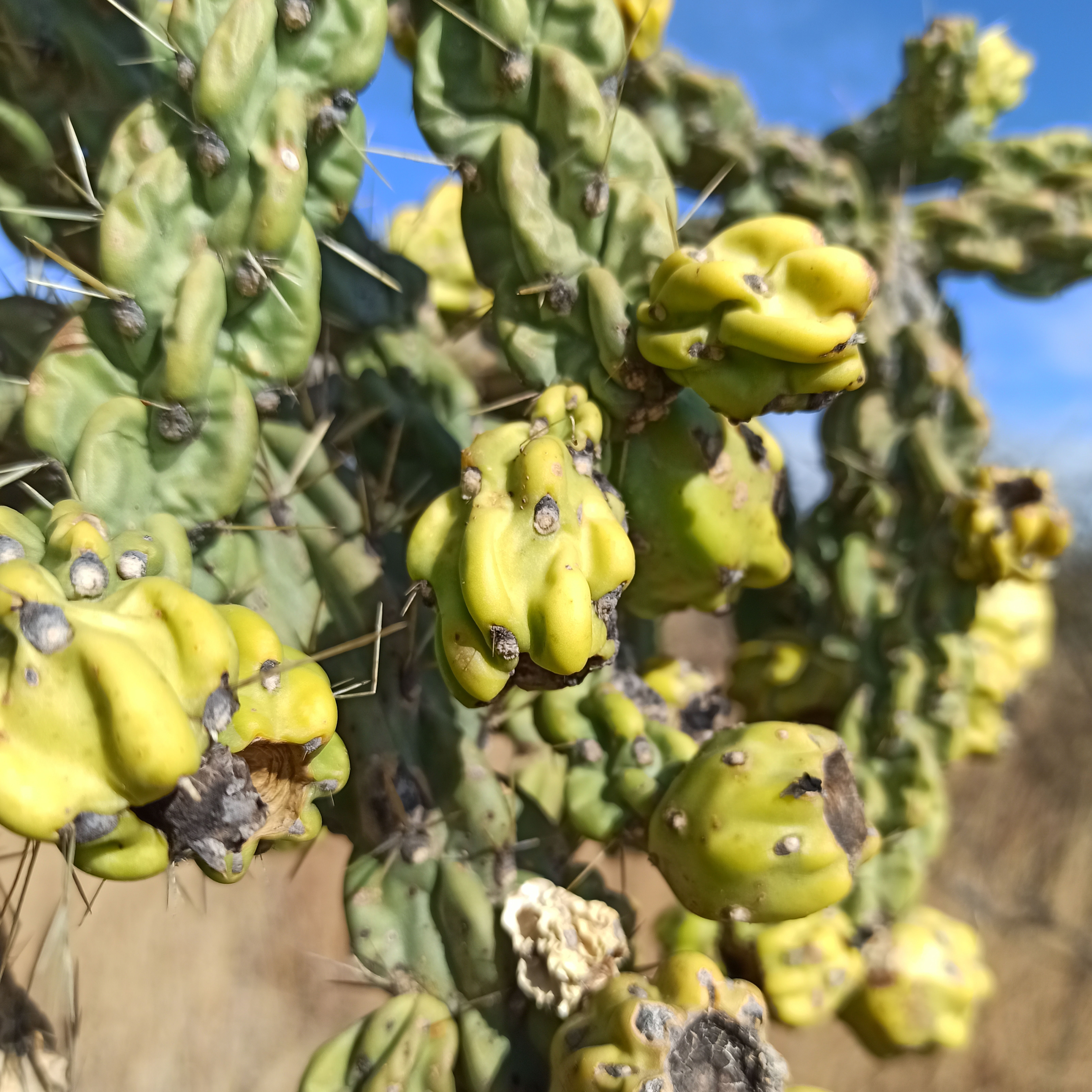
Frutos

Además de la reproducción sexual, la planta suele reproducirse a partir de tallos caídos, los cuales suelen ser dispersados a cierta distancia al adherirse al pelo de los animales.

## Distribución y hábitat
El área de distribución nativa de esta especie abarca desde el sur de Estados Unidos (concretamente en las regiones áridas de Nevada, Arizona, Nuevo México, Colorado, Oklahoma, Kansas y Texas), hasta los estados mexicanos de Durango, Zacatecas y San Luis Potosí. Además ha sido introducida en multitud de regiones del mundo considerándose una especie invasora, como por ejemplo Sudamérica, norte y sur de África, Australia o España.
Crece principalmente en biomas desérticos o de matorrales secos, en suelos arenosos o de grava, a elevaciones de 1600 a 2400 metros sobre el nivel del mar.

### Carácter invasor en España

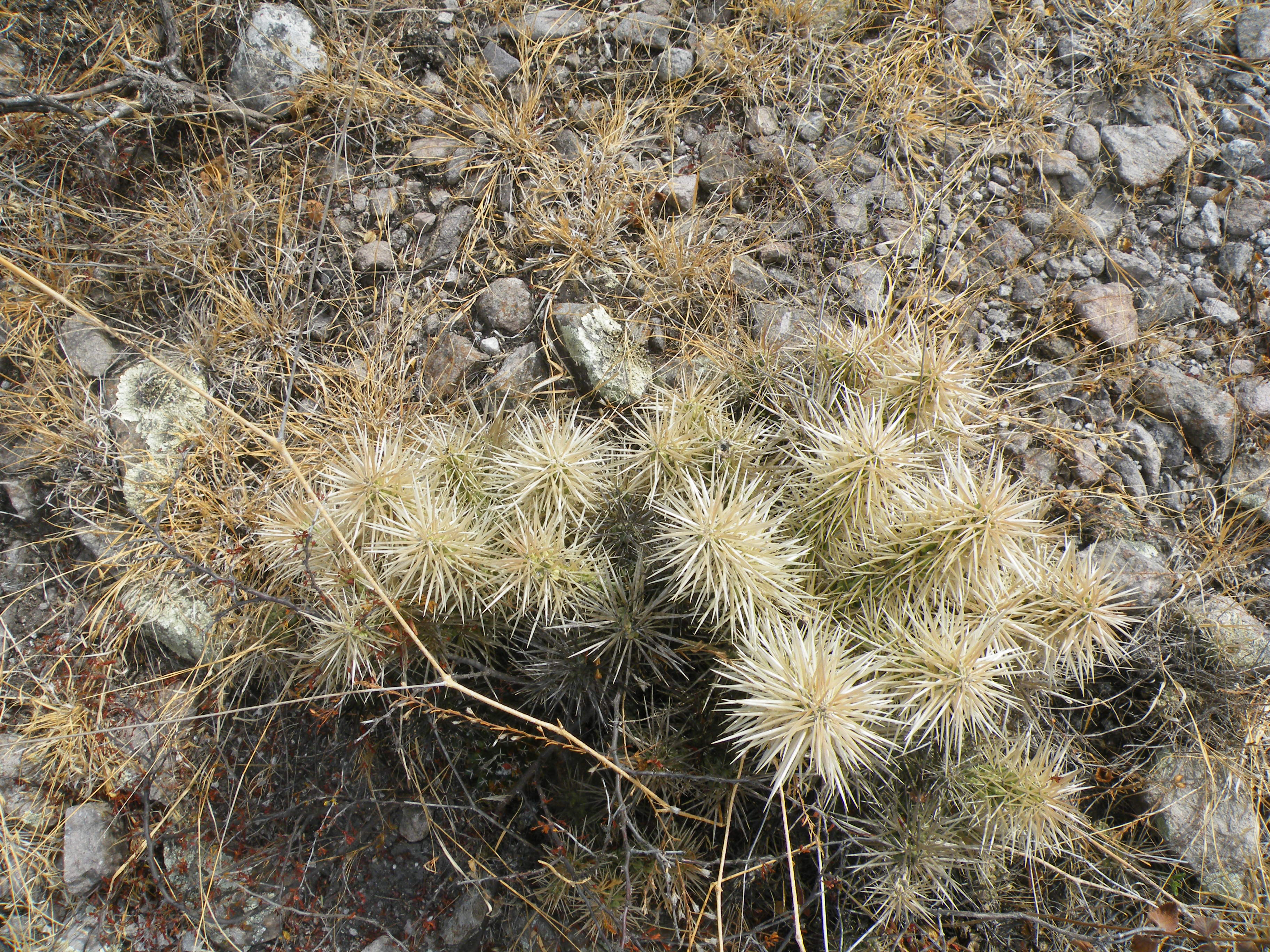
Porte de la planta

Debido a su potencial colonizador y constituir una amenaza grave para las especies autóctonas, los hábitats o los ecosistemas, todo el género Cylindropuntia ha sido incluido en el Catálogo Español de Especies Exóticas Invasoras, regulado por el Real Decreto 630/2013, de 2 de agosto, estando prohibida en España su introducción en el medio natural, posesión, transporte, tráfico y comercio.

## Ecología

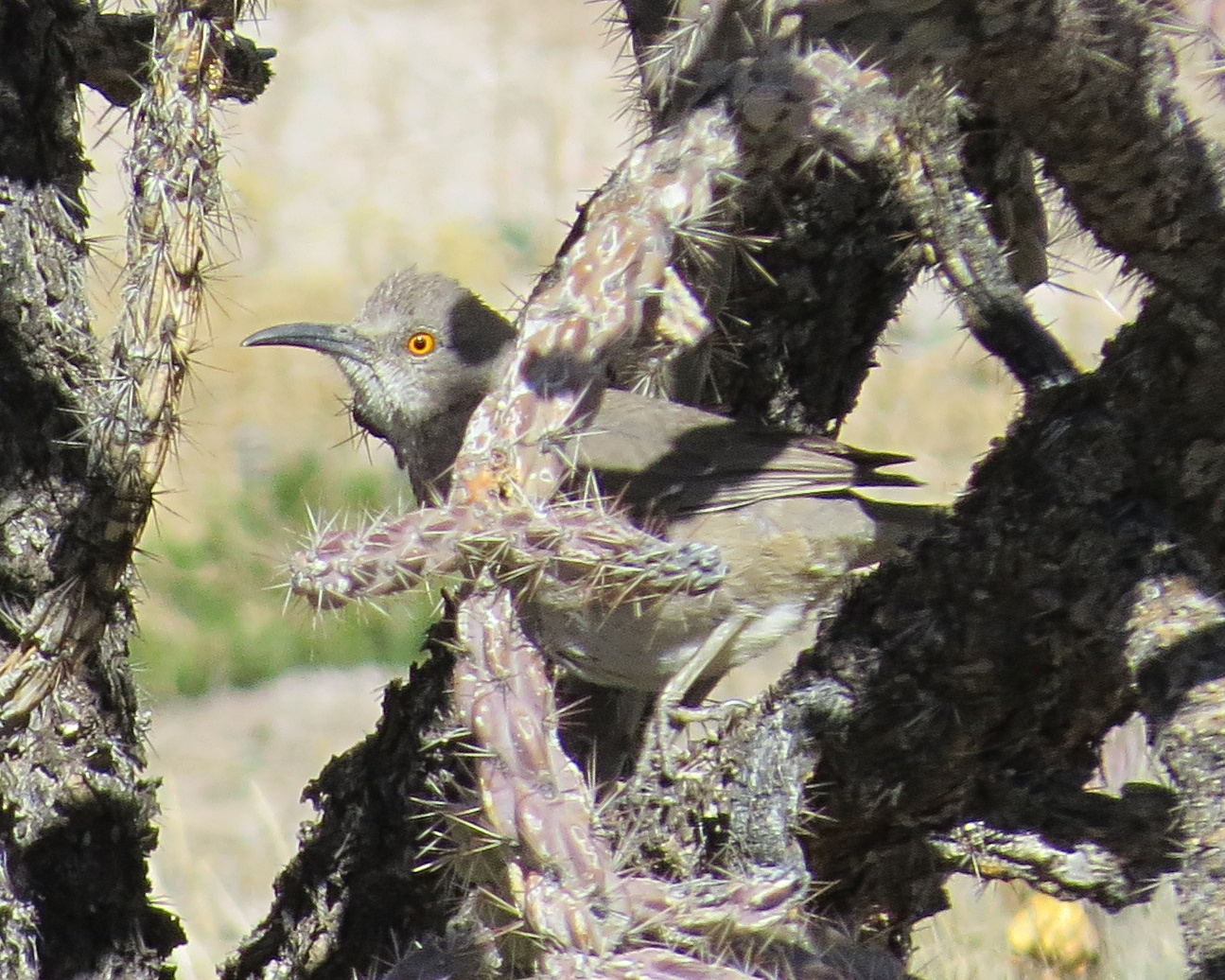
Cuicacoche piquicurvo en su refugio.

Los frutos son consumidos por diversas aves y mamíferos silvestres, como el berrendo (Antilocapra americana), el borrego cimarrón del desierto (Ovis canadensis nelsoni) y el ciervo. Además, algunas vacas han aprendido a comer sus frutos a pesar del dolor que causan sus espinas y muchos animales pequeños utilizan la planta como refugio o zona de nidificación.
También se ha observado que la abeja cortadora de hojas (Lithurgus apicalis) poliniza las flores de la planta y puede llegar a vivir hasta 20 años o más en su hábitat.

## Taxonomía
La primera descripción de esta especie fue como Cereus imbricatus, publicada en 1821 por el botánico británico Adrian Hardy Haworth en el libro Saxifragearum Enumeratio. . . accedunt revisiones plantarum succulentarum 2: 70.
Posteriormente, el botánico danés Frederik Marcus Knuth colocó la especie en el género Cylindropuntia, pasando a llamarse Cylindropuntia imbricata y anotando estos cambios en el libro Den Nye kaktusbog: 131 en el año 1930.
Etimología
- Cylindropuntia: nombre genérico formado por dos palabras: el sustantivo griego kýlindros (que significa 'cilindro') y el género Opuntia, (con el que el género tiene similitudes), haciendo referencia a la forma cilíndrica de los tallos de las plantas.
- imbricata: epíteto específico latino que significa ‘similar a una teja’, haciendo referencia a los tubérculos superpuestos de los brotes.[11][12]

### Subespecies
Actualmente se distinguen seis subespecies:
| Imagen | Subespecie                                                                       | Descripción | Distribución |
| ------ | -------------------------------------------------------------------------------- | --- | --- |
|        | Cylindropuntia imbricata subsp. argentea (M.S.Anthony) U.Guzmán                  | Es solo arbustiva, sus segmentos son grandes y presenta espinas plateadas.                                           | Suroeste de Texas. |
|        | Cylindropuntia imbricata subsp. imbricata                                        | A menudo se convierte en un árbol de hasta 3 m de altura, pero presenta segmentos pequeños. Tiene de 8 a 30 espinas. | Desde el sureste de Arizona hasta el suroeste de Kansas y México. Además ha sido introducida en multitud de regiones del mundo, como por ejemplo Sudamérica, norte y sur de África, Australia o España. |
|        | Cylindropuntia imbricata subsp. lloydii (Rose) U.Guzmán                          | Sus tallos son muy poco espinosos.                                                                                   | Noreste de México (Zacatecas). |
|        | Cylindropuntia imbricata subsp. rosea (DC.) M.A.Baker                            | Es arbustiva, de 20 a 50 cm de altura y muy espinoso. Tiene de 4 a 9 espinas de color amarillo a rojizo o gris.      | Este y centro de México. Además se ha introducido en as Islas Canarias, Provincias del Cabo, Estado Libre, Provincias del Norte y Perú.                                                                 |
|        | Cylindropuntia imbricata subsp. spinosior (Engelm.) M.A.Baker, Cloud-H. & Majure | Puede alcanzar los 2 m de altura. Tiene de 4 a 24 espinas de color canela, rosa y marrón rojizo                      | Desde Arizona hasta Nuevo México y México (Sonora, Chihuahua y Durango). Además se ha introducido en España.                                                                                            |
|        | Cylindropuntia imbricata subsp. spinotecta (Griffiths) M.A.Baker                 | Arbustivo y muy espinoso.                                                                                            | Noreste de México (Durango y Zacatecas). |

Sinonimia
- Sinónimos de Cylindropuntia imbricata subsp. argentea:
  - Cylindropuntia imbricata var. argentea (M.S.Anthony) Backeb. (1958)
  - Opuntia imbricata var. argentea M.S.Anthony (1956)

- Sinónimos de Cylindropuntia imbricata subsp. imbricata:
  - Cactus bleo Torr. (1827)
  - Cactus cylindricus J.James (1879)
  - Cylindropuntia arborescens (Engelm.) F.M.Knuth (1930)
  - Cylindropuntia imbricata var. arborescens (Engelm.) Bulot 2002
  - Opuntia arborescens Engelm. (1848)
  - Opuntia costigera Miq. (1859)
  - Opuntia cristata Salm-Dyck (1845)
  - Opuntia decipiens DC. (1828)
  - Opuntia exuviata Salm-Dyck (1845)
  - Opuntia exuviata var. stellata (Salm-Dyck) Lem. ex Labour. (1853)
  - Opuntia exuviatostellata Lem. ex Labour. (1853)
  - Opuntia galeottii De Smet ex Miq. (1859)
  - Opuntia imbricata var. arborescens (Engelm.) A.D.Zimmerman (2004)
  - Opuntia imbricata var. ramosior Salm-Dyck (1850)
  - Opuntia imbricata var. tenuior Salm-Dyck (1850)
  - Opuntia magna Griffiths (1914)
  - Opuntia ruthei A.Berger (1912)
  - Opuntia stellata Salm-Dyck (1845)
  - Opuntia vexans Griffiths (1911)

- Sinónimos de Cylindropuntia imbricata subsp. lloydii:
  - Cylindropuntia lloydii (Rose) F.M.Knuth (1936)
  - Opuntia imbricata var. lloydii (Rose) Bravo (1972)
  - Opuntia lloydii Rose (1909)

- Sinónimos de Cylindropuntia imbricata subsp. rosea:
  - Cactus subquadriflorus Moc. & Sessé ex DC. (1828)
  - Cylindropuntia imbricata var. rosea (DC.) M.A.Baker (2018)
  - Cylindropuntia rosea (DC.) Backeb. (1958)
  - Cylindropuntia rosea var. atrorosea Backeb. (1963)
  - Grusonia rosea (DC.) G.D.Rowley (2006)
  - Opuntia rosea DC. (1828)

- Sinónimos de Cylindropuntia imbricata subsp. spinosior:
  - Cylindropuntia imbricata var. spinosior (Engelm.) M.A.Baker, Cloud-H. & Majure (2018)
  - Cylindropuntia spinosior (Engelm.) F.M.Knuth (1936)
  - Grusonia spinosior (Engelm.) G.D.Rowley (2006)
  - Opuntia spinosior (Engelm.) Toumey (1898)
  - Opuntia spinosior var. neomexicana Toumey (1898)
  - Opuntia whipplei var. spinosior Engelm. (1856)

- Sinónimos de Cylindropuntia imbricata subsp. spinotecta:
  - Cylindropuntia imbricata var. spinotecta (Griffiths) M.A.Baker (2009)
  - Opuntia spinotecta Griffiths (1914)

## Estado de conservación

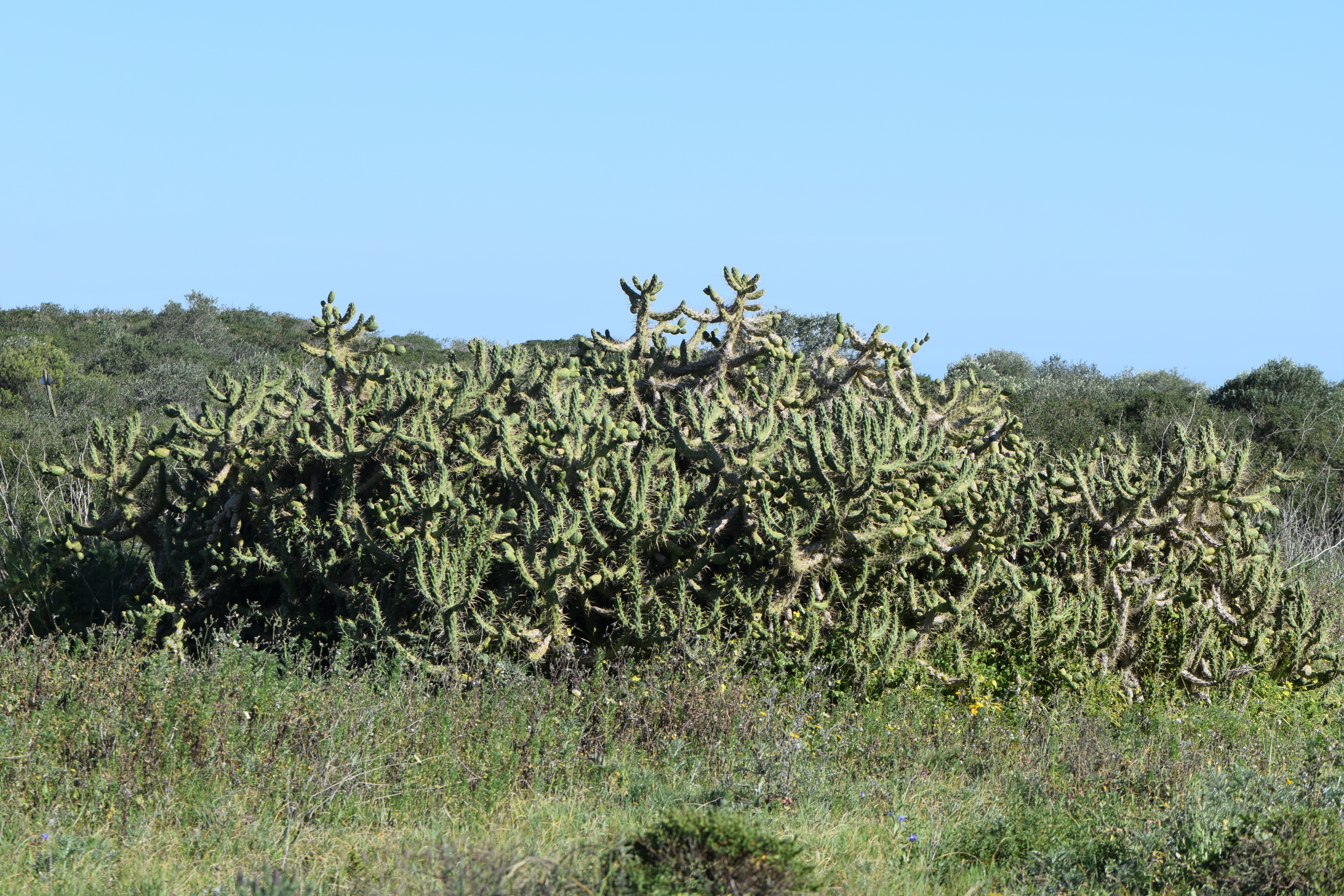
En su hábitat

En la Lista Roja de Especies Amenazadas de la UICN, la especie está clasificada como de “Preocupación Menor (LC)” y no se conocen amenazas importantes para la conservación de esta especie, ya que es bastante común.

## Importancia económica y cultural

### Cultivo
La especie se cultiva como planta ornamental y su propagación se realiza principalmente a través de esquejes.

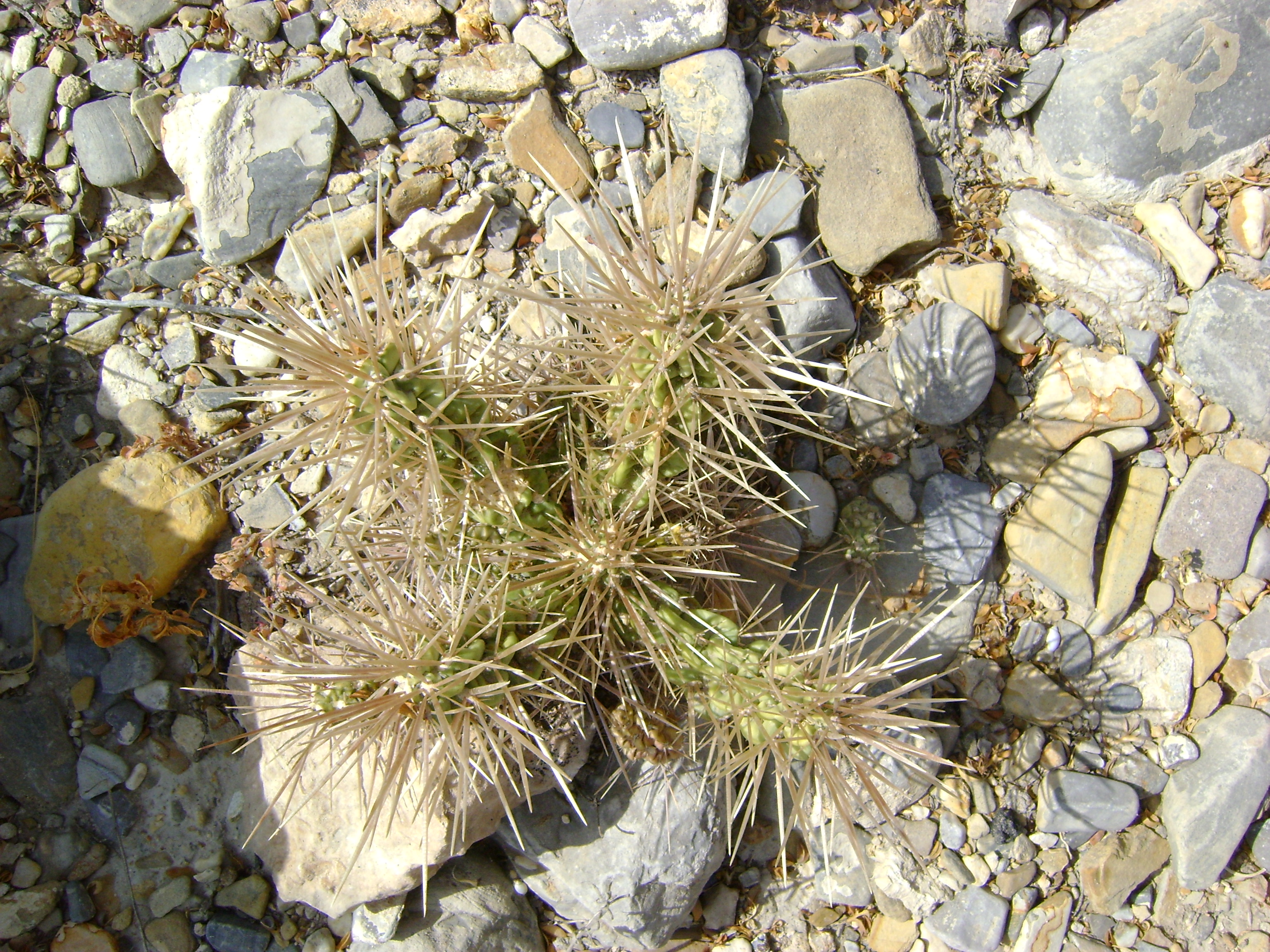
Planta en crecimiento

Además, aunque sus frutos son secos y de sabor insípido, se dice que los indígenas de Arizona y Nuevo México los consumían.También se utiliza como forraje para el ganado cuando no hay otras opciones disponibles.

### Etnobotánica
Los penitentes católicos de Nuevo México antiguamente ataban tallos frescos a sus espaldas desnudas en las procesiones de Semana Santa y el pueblo Zuñi usa la variedad imbricata en sus ceremonias.

### Otros usos
Los tallos muertos se descomponen, dejando un tubo hueco de madera con un patrón de ranuras longitudinales. Estos se usan para fabricar bastones u objetos curiosos.

## Nombres comunes
Los nombres comunes de esta especie son: abrojo, cardenche, cardona, cardón, cholla, cholla coyonoxtle, choya, cojonostle, coyonoiste, coyonoistle, coyonoixtle, coyonostle, coyonostli, coyonoxtle, entraña, huevos de coyote, jaconoxtli, joconostle, joconostli, joconoxtle, tasajo, tasajo macho, tencholete, tencholote, tincholote, tuna joconoxtla, tuna joconoxtli, vela de coyote, velas de coyote, xoconostle y xoconostli.